# Umberto Pace
Umberto Pace (Pettorano sul Gizio, 22 aprile 1894 – Monte Sleme, 14 agosto 1915) è stato un militare italiano, decorato di Medaglia d'oro al valor militare alla memoria nel corso della prima guerra mondiale.

## Biografia

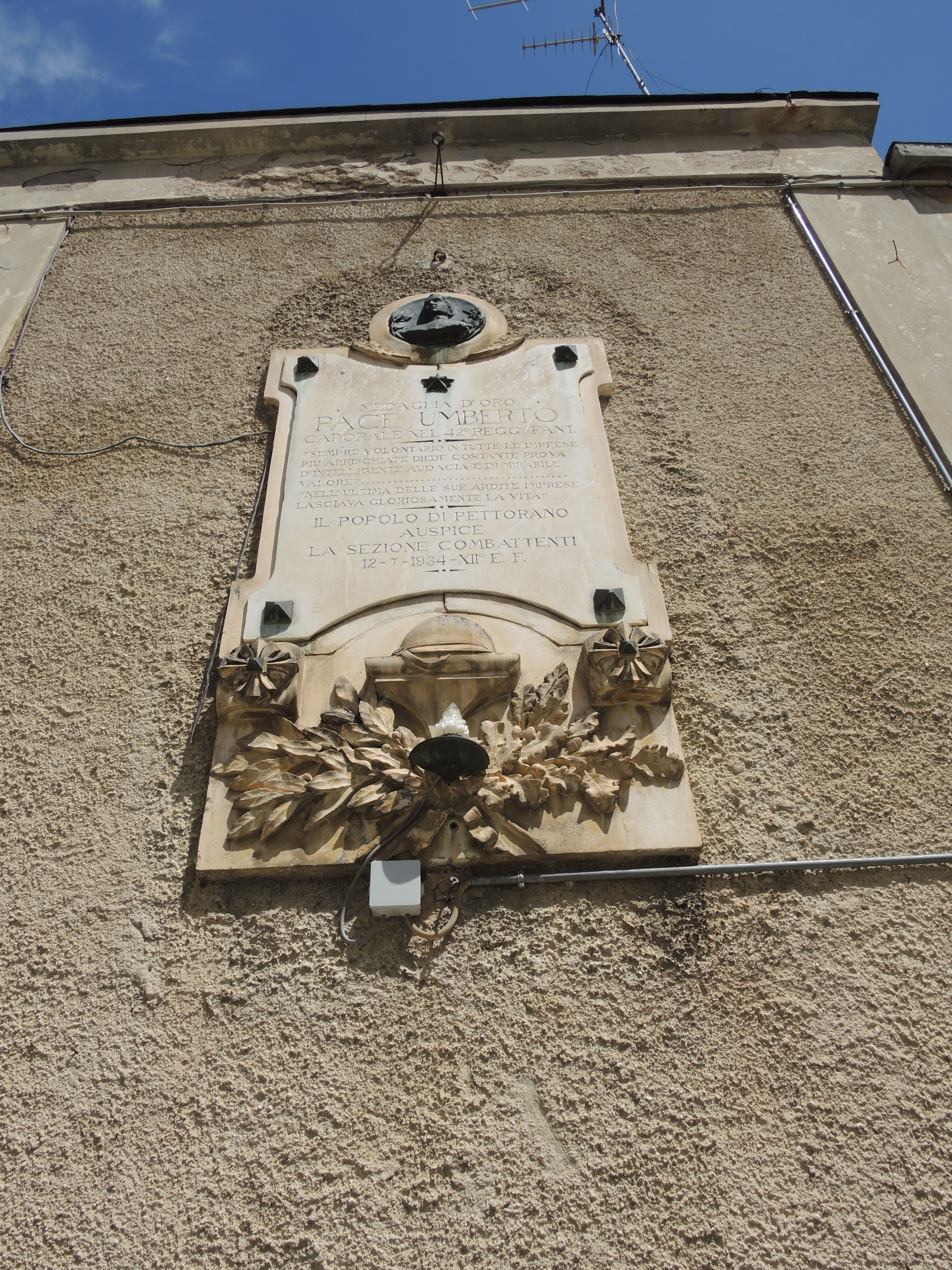
Lapide commemorativa del caporale Umberto Pace.

Nacque a Pettorano sul Gizio, provincia dell'Aquila, il 22 aprile 1894, figlio di Vittorio e Candida Anzuini. Rimasto orfano di padre all'età di 17 anni, iniziò subito a lavorare per mantenere la famiglia, trovando impiego presso le Regie Ferrovie dello Stato. Il 7 settembre 1914 fu chiamato a prestare servizio militare di leva presso il Regio Esercito, assegnato in servizio presso la 2ª Compagnia, I Battaglione, del 42º Reggimento fanteria della Brigata Modena, venendo promosso caporale nell'aprile 1915. All'atto dell'entrata in guerra del Regno d'Italia, avvenuta il 24 maggio successivo, passò il confine con l'Impero austro-ungarico operando sul medio corso dell'Isonzo, nel settore dello Sleme-Mrzli. Il suo reggimento era in forza alla 8ª Divisione, ed egli, subito dopo l'inizio dei combattimenti chiese, ed ottenne, di entrare a far parte del nucleo arditi reggimentale. Il 21 luglio, dopo aver tagliato il filo spinato in pieno giorno, rimase per quattro ore a qualche metro dalla trincea nemica, esposto ai colpi di fucile avversari che uccisero molti dei suoi uomini. La notte successiva ritornò sul posto per recuperare la salma di un soldato italiano della sua compagnia caduto nel corso del combattimento. Il 14 agosto fu tentato un terzo attacco contro il Monte Sleme, e nonostante qualche successo iniziale il suo reggimento non riuscì a superare le difese nemiche. Portatosi in prima linea alla testa di una pattuglia, riuscì a far saltare la prima linea di reticolati mediante l'uso di tubi esplosivi, e dopo averla attraversata cercò di tagliare la seconda linea di reticolati usando delle pinze. Dopo aver aperto un altro varco cercò di rientrare nelle linee italiane, ma scoperto fu ucciso da una raffica di mitragliatrice. Con Decreto Luogotenenziale del 25 giugno 1916 fu insignito della Medaglia d'oro al valor militare alla memoria.

### Fonti
1. 1 2 3 4 5 6 7  Combattenti Liberazione.
2. 1 2  Carolei, Greganti, Modica 1968, p. 72.
3. 1 2 3 4  Coltrinari, Ramaccia 2018, p. 87.
4. ↑  Sito web del Quirinale: dettaglio decorato.